# Дослідження далекого космосу

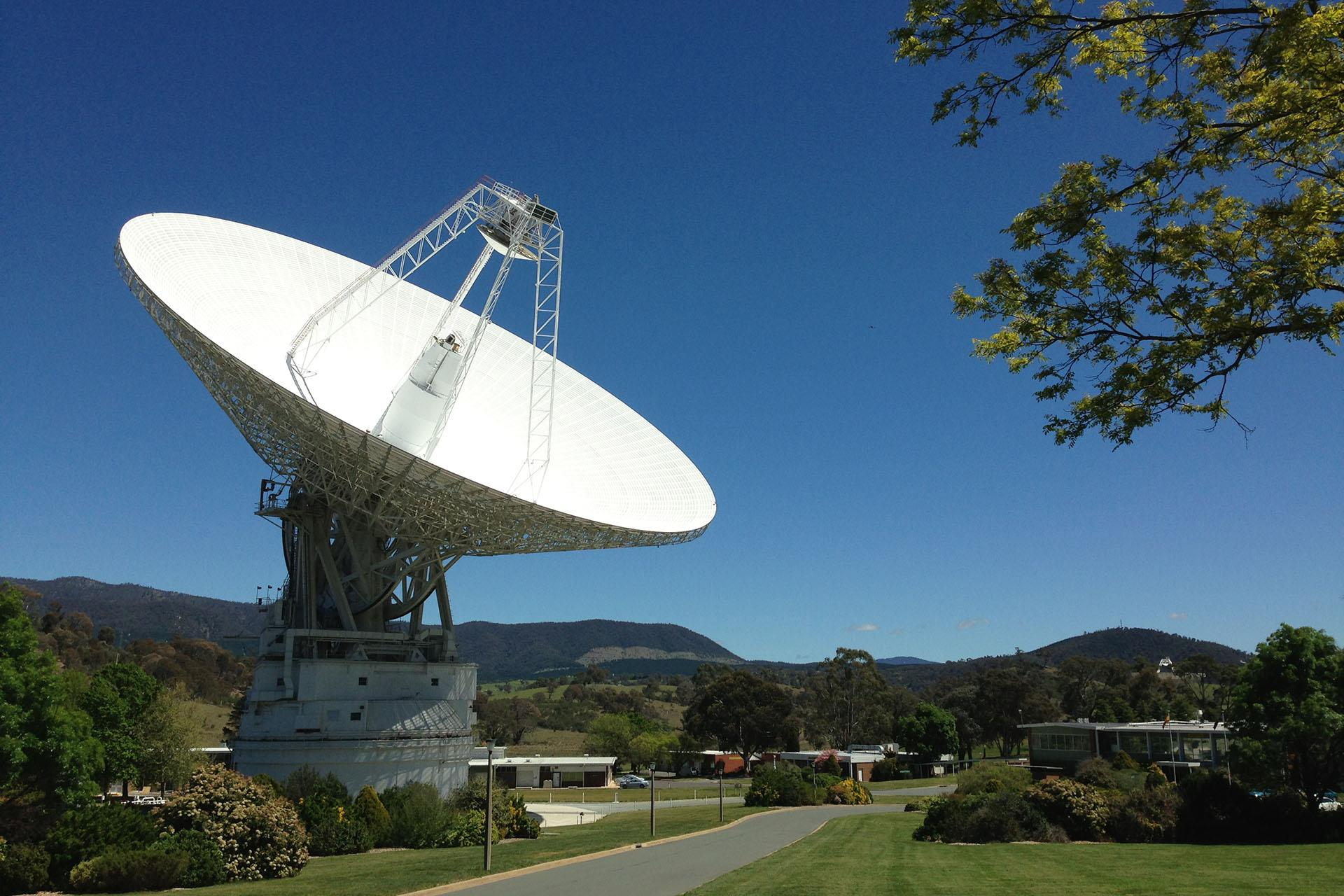
70-метрова радіоантена на об’єкті Deep Space Network в Канберрі, Австралія.

Дослідження далекого космосу — це розділ астрономії, космонавтики та космічних технологій, який займається дослідженням віддалених регіонів космічного простору. Однак немає єдиної думки щодо значення терміна «віддалені» регіони. У деяких випадках воно використовується для позначення міжзоряного простору. Міжнародна спілка електрозв’язку визначає, що «далекий космос» починається на відстані 2 млн км (приблизно 0,01 астрономічної одиниці) від поверхні Землі. Мережа далекого космічного зв'язку NASA використовує різні критерії від 16 000 до 32 000 км від Землі. Фізичне дослідження космосу здійснюється як за допомогою польотів людини в космос, так і за допомогою роботизованих космічних кораблів.
Наразі найдальшим космічним зондом, який створило людство та запустило із Землі, є «Вояджер-1», який, як було оголошено 5 грудня 2011, досяг зовнішнього краю Сонячної системи, а 25 серпня 2012 року ввійшов у міжзоряний простір. Дослідження далекого космосу, що перевищує можливості цього корабля, поки що нереальне через обмеження наявної на даний момент технології двигунів.
Серед найкращих кандидатів для майбутніх технологій двигунів далекого космосу включають антиматерію, ядерну енергію та променеву енергетику Останній, променевий двигун, видається найкращим кандидатом для дослідження далекого космосу, оскільки він використовує відому фізику та технологію, яка розробляється для інших цілей.

## Сучасні дослідження
У 2012 році Агентство передових оборонних дослідницьких проектів оголосило про виділення 500 000 доларів колишній астронавтці Мей Джемісон для фінансування проекту з відправки майбутніх астронавтів за межі Сонячної системи. Джемісон прагне підвищити інтерес громадськості до майбутніх проектів з дослідження далекого космосу. Після вручення грошей Джемісон в Х’юстоні, штат Техас, відбувся симпозіум «Столітній космічний корабель», на якому обговорювалися питання міжзоряних подорожей. Серед обговорюваних тем були «рішення для подолання відстаней у часі, медико-біологічні науки в космічних дослідженнях, місця призначення та середовища проживання, становлення міжзоряної цивілізації, космічні технології, що покращують життя на Землі, а також комерційні можливості міжзоряних подорожей».
Дослідження далекого космосу тривають і стрімко розвиваються. У 2011 році, після списання космічного шатла, NASA оголосило про свої наміри інвестувати кошти в розробку трьох технологій, життєво важливих для дослідження далекого космосу. «Обов’язкові технології» включають атомний годинник для далекого космосу, велике сонячне вітрило та більш досконалу лазерну систему зв’язку, навігації та рушійної сили в майбутніх місіях. У червні 2013 року NASA оголосило про відбір восьми американських астронавтів, які розпочнуть підготовку до майбутніх польотів у далекий космос за межі низької навколоземної орбіти. NASA планує, що ці вісім астронавтів будуть тренуватися для майбутніх польотів на Марс або астероїди.